# باندر عليا (مقاطعة كلاردشت)
باندر عليا (بالفارسية: باندر علیا) هي قرية تقع في Kuhestan Rural District في إيران. يقدر عدد سكانها بـ 70 نسمة .